# Hypothèque en droit québécois
Pour un article plus général, voir Hypothèque.
En droit québécois, l'hypothèque est définie à l'article 2660 du Code civil du Québec : « L’hypothèque est un droit réel sur un bien, meuble ou immeuble, affecté à l’exécution d’une obligation; elle confère au créancier le droit de suivre le bien en quelques mains qu’il soit, de le prendre en possession ou en paiement, de le vendre ou de le faire vendre et d’être alors préféré sur le produit de cette vente suivant le rang fixé dans le présent code ».
D'après l'art. 2661 C.c.Q., l’hypothèque n’est qu’un accessoire et ne vaut qu’autant que l’obligation dont elle garantit l’exécution subsiste. D'après l'art. 2797 C.c.Q., « l’hypothèque s’éteint par l’extinction de l’obligation dont elle garantit l’exécution. Cependant, dans le cas d’une ouverture de crédit et dans tout autre cas où le débiteur s’oblige à nouveau en vertu d’une stipulation dans l’acte constitutif d’hypothèque, celle-ci subsiste malgré l’extinction de l’obligation, à moins qu’elle n’ait été radiée. »
Les créanciers hypothécaires peuvent exercer leurs droits de diverses façons : par la prise en paiement, par la vente sous contrôle de justice, par la vente par le créancier et par la prise de possession à des fins d'administration. 
L'art. 1723 C.c.Q. oblige le vendeur à purger le bien des hypothèques. 
Les hypothèques ne peuvent pas grever les biens insaisissables, d'après l'art. 2668 (1) C.c.Q. Les biens insaisissables sont décrits aux articles 694-697 et 700 du Code de procédure civile du Québec. Il existe également des limites à l'utilisation de l'hypothèque dans les régimes matrimoniaux, d'après l'art. 401 C.c.Q. 
Il existe deux classifications de l'hypothèque : en fonction de la  source et en fonction de l'objet. Dans la classification selon la source, l'hypothèque est conventionnelle ou légale (art. 2664 (2) C.c.Q.). Dans la classification selon l'objet, l'art. 2665 C.c.Q. précise que l'hypothèque est mobilière ou immobilière, avec ou sans dépossession. Les règles de publicité des droits et les formalités relatives à l'obligation d'envoyer un avis vont varier en fonction de la catégorie d'hypothèque.  